# 畸形果鹤虱
畸形果鹤虱（学名：Lappula anocarpa）是紫草科鹤虱属的植物，是中国的特有植物。分布在中国大陆的甘肃等地，见于田间、荒地及山坡，目前尚未由人工引种栽培。